# Olaine
Olaine (niem. Olai) – miasto na Łotwie (Liwonia) położone w środkowej części kraju, siedziba novadsu Olaine; 13 243 mieszkańców (2005); prawa miejskie od 1967. Miastami partnerskimi Olaine są m.in. polskie miejscowości – Nowa Sarzyna i Radomsko.
W mieście jest stacja kolejowa Olaine.

## Miasta partnerskie
- Karlskoga
- Ödeshög
- Onikszty
- Nowa Sarzyna
- Radomsko
- Narwa
- Riihimäki
- Vadstena